# Ida Farè
Ida Farè, née le 5 janvier 1938 et décédée le 8 aout 2018 à Milan, est une écrivaine et architecte féministe italienne.

## Biographie
À partir du printemps 1968, Ida Faré s'implique en politique en rejoignant le mouvement Avanguardia Operaia (Avant-garde ouvrière) dès sa création, une organisation militante ouvriériste léniniste et maoïste. Elle rédige de très nombreux articles dans les journaux Il Manifesto et Il Quotidiano del Nazioni sur la politique, le terrorisme, la santé, la prostitution ou l'environnement avec un point de vue féministe.  
Après la fièvre des années 1970, Elle rédige deux essais sur les années de plomb, un sur les femmes activistes et un pour défendre l'innocence de Giuliano Naria (it). Elle écrit également deux romans. Elle participe à  l'émission Malafemmina diffusé par Radio Popolare.
Ida Faré est maitresse de conférences d'anthropologie et enseigne l’architecture sociale à l'École polytechnique de Milan. Elle écrit des ouvrages sur l'architecture et le design urbain en tenant compte du point de vue des femmes aussi bien dans les espaces publics que privés. Elle est l’une des fondatrices du groupe Vanda, laboratoire de recherche sur la théorie et les œuvres des femmes en architecture actif de 1990 à 2000,,.

## Principaux livres

### Essais
- avec Franca Spirito, Mara e le altre : le donne e la lotta armata, Milano : Feltrinelli, 1979 traduit en français  par Raymonde Coudert Mara et les autres : des femmes et la lutte armée   Paris : des Femmes, 1982 [7].
- L'Ultimo processo : patologia di un'istruttoria : omicidio Coco, imputato Giuliano Naria, Milano : Milano libri, 1980.
- avec Roberto Biorcio et Joan Haim, Massimo Gorla : un gentiluomo comunista : cinquant'anni della nostra storia , Roma : Sinnos, impr. 2005.
- avec Lorenzo Pezzica, Anarchiche : donne ribelli del Novecento, Milano : Shake, 2013.

### Romans
- La mia signora : romanzo, Milano : SugarCo, 1986
- Malamore  	Milano : SugarCo, 1988

### Architecture
- avec Nives Ciardi et Cesare Stevan, I luoghi dell'esperienza umana, Milano : CLUP, 1983.
- avec Gisella Bassanini, Il discorso dei luoghi : genesi e avventure dell'ordine moderno, Napoli : Liguori, 1992.
- avec Gisella Bassanini, Architetture del quotidiano : la stanza delle sculture radiose : la casa del qui e ora, Napoli : Liguori, 1995
- avec Sergio Marsicano, Abitare la cura : riflessioni sull'architettura istituzionale, Milano : Angeli, 2002
- avec Silvia Piardi, Nuove specie di spazi, Napoli : Liguori, 2003.
- avec Bianca Bottero et Anna Di Salvo, Architetture del desiderio, Napoli : Liguori, 2011[8].